# Ювенальная юстиция в США

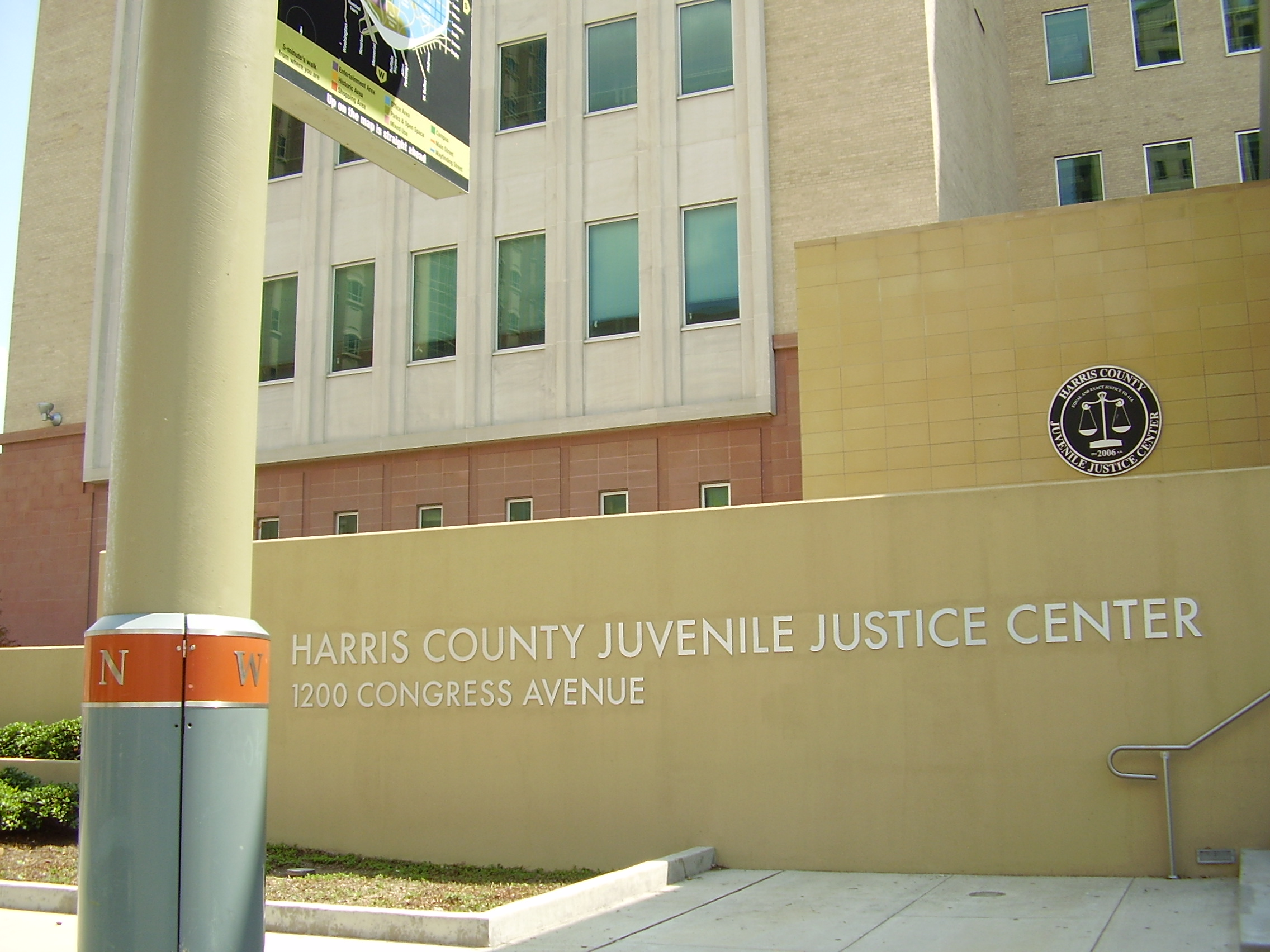
Центр ювенальной юстиции округа Харрис

Американская система ювенальной юстиции является основной системой, используемой для обращения с несовершеннолетними, осужденными за уголовные преступления. Система состоит из федеральной и многих отдельных территориальных и местных юрисдикций, а так же юрисдикций штатов, при этом штаты и федеральное правительство разделяют суверенные полицейские полномочия в соответствии с общей властью Конституции Соединенных Штатов. Система ювенальной юстиции вмешивается в правонарушения через полицию, суд и исправительные учреждения с целью реабилитации. Молодежь и их опекуны могут столкнуться с различными последствиями, включая испытательный срок, общественные работы, суд по делам несовершеннолетних, тюремное заключение для несовершеннолетних и альтернативное обучение. Система ювенальной юстиции, как и система для взрослых, исходит из убеждения, что раннее вмешательство в правонарушения удержит подростков от преступного поведения во взрослом возрасте.

## Демография
Демографическую информацию о молодежи, вовлеченной в систему ювенальной юстиции, довольно сложно собрать, поскольку бо́льшая часть данных собирается на уровне штата, округа и города. Хотя Управление ювенальной юстиции и предотвращения правонарушений публикует национальные данные, которые разбивают расовый состав молодежи, участвующей в системе ювенальной юстиции, эти данные дают неполную картину, поскольку они исключают латиноамериканскую молодежь в своих демографических расчетах.

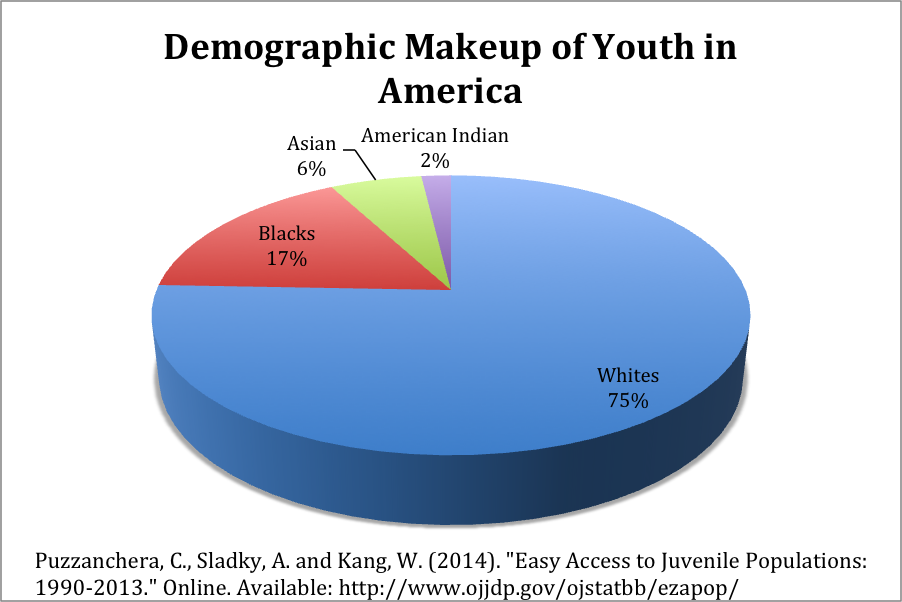
Демографическая разбивка молодежи в США.

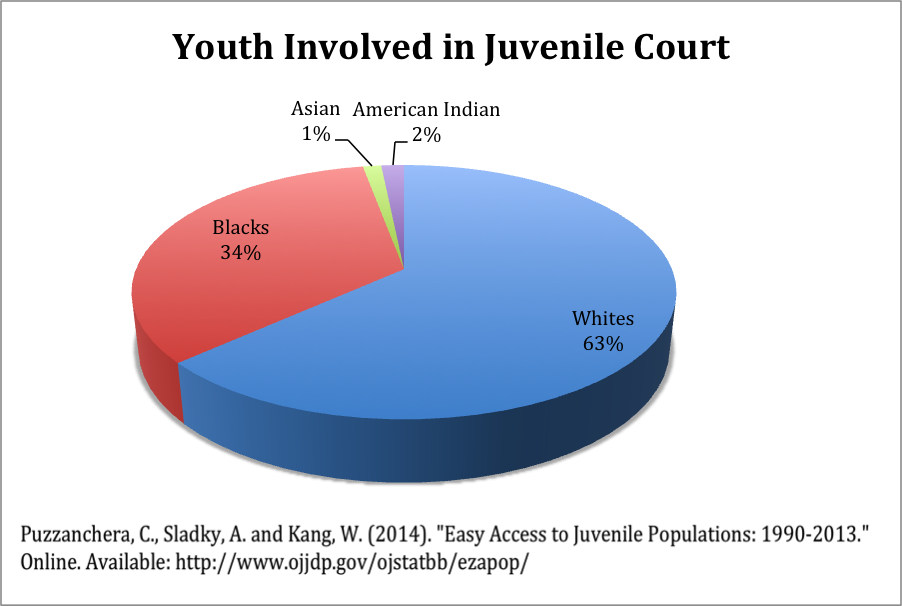
Демографическая разбивка молодежи, вовлеченной в суд по делам несовершеннолетних в Соединенных Штатах.

По данным Управления по делам несовершеннолетних и предупреждению правонарушений, в 2011 году в судах по делам несовершеннолетних было рассмотрено в общей сложности 1 236 200 дел. 891 100 дел были заведены на мужчин и 345 100 на женщин. Наиболее значимая возрастная группа, представленная в судах, это подростки от 13 до 15 лет. 410 900 дел касались чернокожих подростков. Эти дела составляет около одной трети от общего числа судебных дел.

## Критика
Большая часть критики американской системы ювенальной юстиции связана с ее неэффективностью в реабилитации несовершеннолетних правонарушителей.  Исследования содержания под стражей и судебного преследования несовершеннолетних показывают, что на преступную деятельность влияют положительные и отрицательные изменения в жизни, связанные с завершением образования, выходом на работу, вступлением в брак и созданием семьи. Согласно некоторым теориям развития, подростки, вовлеченные в судебную систему, с большей вероятностью испытывают нарушения в переходном возрасте, что приводит к дальнейшим правонарушениям.